# الطاقة في بروناي

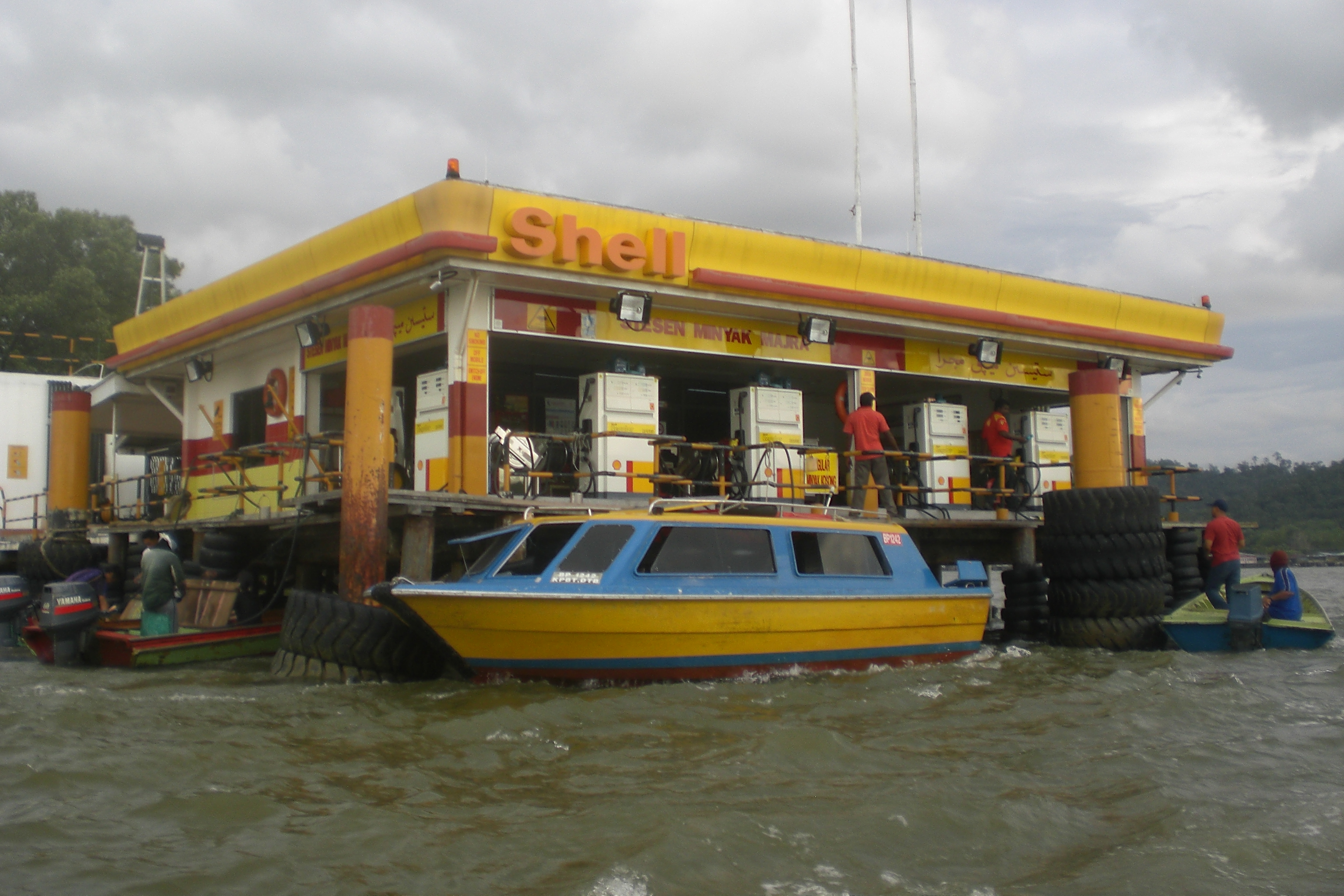

ما زالت الطاقة في بروناي تعتمد على المنتجات البترولية.

## امدادات الطاقة
في عام 2005، بلغت إجمالي احتياجات بروناي من الطاقة 2,435 طن نفط مكافئ.

### الغاز الطبيعي
في عام 2005، وفرت الطاقة المتولدة من الغاز الطبيعي ما يقرب من 75.6% من إجمالي احتياجات بروناي من الطاقة. 

### البترول
في عام 2005، وفرت الطاقة المتولدة من البترول ما يقرب من 24.4% من احتياجات الطاقة.

## استهلاك الطاقة
في عام 2005، كان استهلاك الطاقة في بروناي موزع كالتالي:
- قطاع النقل العام 56.2% (719 طن نفط مكافئ).
- القطاع السكني أو التجاري 32.8% (236 طن نفط مكافئ).
- القطاع الصناعي 11% (79 طن نفط مكافئ).

## قطاع الكهرباء
تهتم هيئة الخدمات الكهربية في بروناي بتوليد، نقل، توزيع ومبيعات الكهرباء في بروناي.

### التنظيم
تتبع هيئة الكهرباء في بروناي لقطاع الخدمات الكهربائية (بالملاوية: Jabatan Perkhidmatan Elektrik) تحت إشراف وزارة الطاقة.

### التوليد
في عام 2010، وصل توليد الكهرباء في بروناي إلى 3,862,000,000 كيلو واط في الساعة، 99% منها من مصادر الغاز الطبيعي بينما نسبة 1% الباقية من مصادر النفط.

#### محطات توليد الطاقة
- محطة بيلنجس للطاقة.
- محطة بيركاس للطاقة.
- محطة بوكيت بانجال للطاقة.[4]
- محطة جادونج للطاقة.
- محطة جيرودونج للطاقة.
- محطة لومون للطاقة.
- محطة سيراي للطاقة.

### النقل
توجد خطوط نقل بين 66 كيلو فولت من سيريا إلى بندر سري بكاوان.

## وصلات خارجية
- الطاقة في بروناي.
- صناعة الطاقة في بروناي.
- توزيع الكهرباء في بروناي.
- موقع حكومة بروناي دار السلام على الانترنت